# Ezequiel de León Domínguez
Ezequiel de León Domínguez (La Orotava, Tenerife, 2 de octubre de 1926 - ibídem, 22 de diciembre de 2008) fue un escultor y restaurador español, considerado el principal exponente de la escultura religiosa en Canarias en el siglo XX y principios del XXI. Se lo considera también sucesor artístico de Fernando Estévez y Luján Pérez.

## Biografía

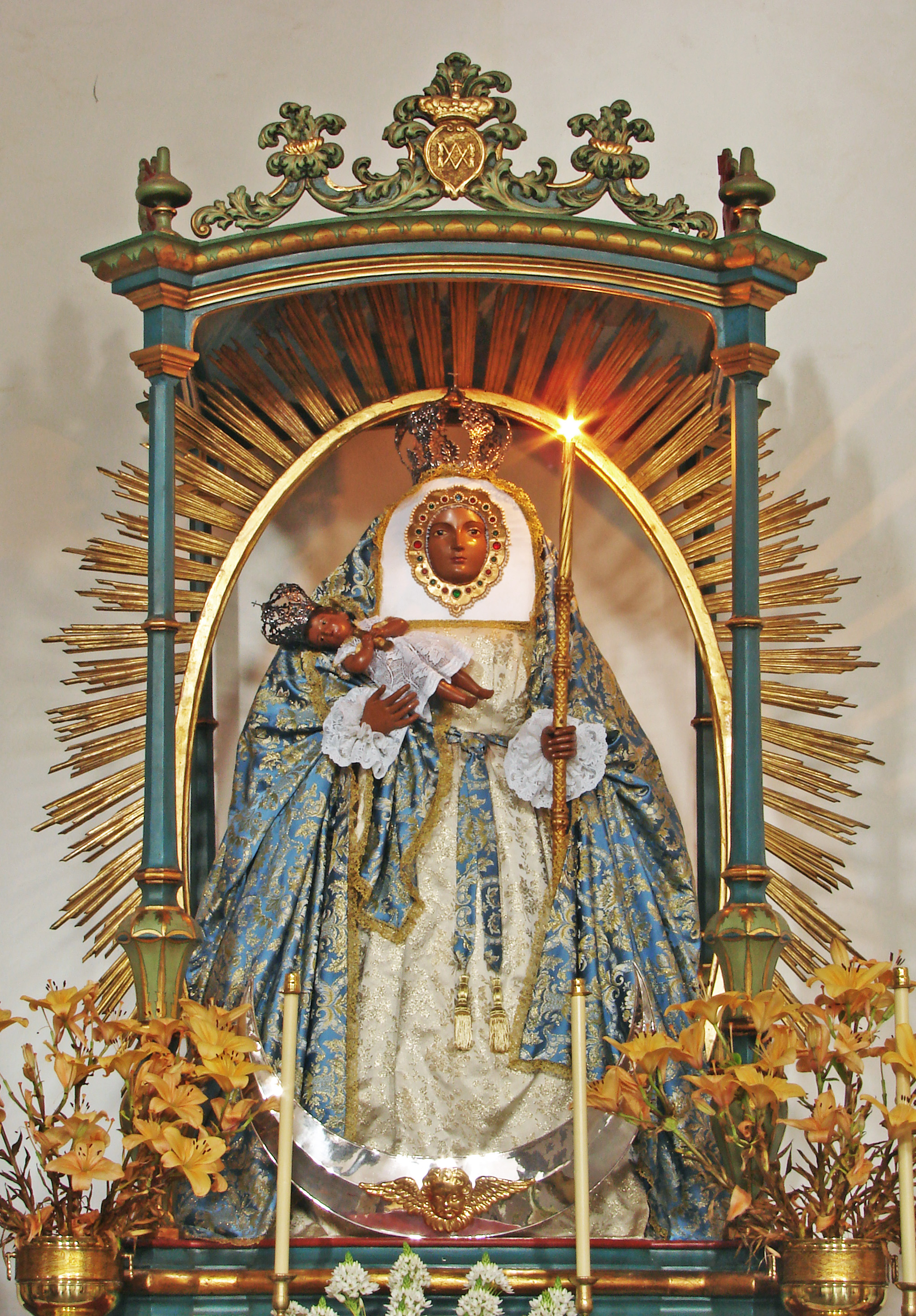
Virgen de Candelaria de la Iglesia de Santo Domingo en La Orotava, obra de Ezequiel de León.

Ezequiel de León nació el 2 de octubre de 1926, siendo el primero de los catorce hijos de los cónyuges María del Carmen Domínguez y Ezequiel de León Valencia. Nació en un lugar habitado principalmente por artesanos, la Villa Arriba en La Orotava, en Tenerife.
Ya durante su escolarización asistió a cursos en la Escuela Municipal de Artes y Oficios en La Orotava. Además de su posterior estudio en la Academia de Bellas Artes de Canarias en Santa Cruz de Tenerife, trabajó en la oficina del arquitecto Tomás Machado y Méndez Fernández de Lugo como dibujante. Desde 1949 recibió en la Escuela de Arte Luján Pérez en Las Palmas de Gran Canaria, una formación como especialista en pintura y dorado. Después de su regreso a Tenerife, creó un taller en la casa de sus padres. 
Posteriormente se trasladó a San Cristóbal de La Laguna, y ubicó su taller en la calle Nava y Grimón en el centro de la ciudad. Aquí estuvo muy involucrado en la restauración y la producción de réplicas de imágenes y obras que se perdieron en el incendio en 1964 de la Iglesia de San Agustín. Ejemplos de las obras de este período son la escultura del Ecce Homo (Señor de la Cañita) y el Cristo de Burgos, ambos en la Catedral de San Cristóbal de La Laguna.
Ezequiel de León restauró a comienzos de los años 70, la imagen de la Virgen de Candelaria (patrona de las Islas Canarias) que se venera en su Basílica de la Villa Mariana de Candelaria. También restauró las imágenes de las patronas insulares de La Gomera y El Hierro, la Virgen de Guadalupe y la Virgen de los Reyes respectivamente.
Más tarde se instaló en La Perdoma, un barrio de La Orotava. En este periodo destacan sus trabajos para el Cabildo de Tenerife. Precisamente el Cabildo le envió entre 1976 a 1978, a estudiar en la Real Academia de Bellas Artes de Santa Isabel de Hungría en Sevilla. Como parte de este grado, participó en la restauración del altar mayor de la Catedral de Sevilla y el paso procesional de la Hermandad de la Vera Cruz. De vuelta en La Orotava, el Cabildo de Tenerife lo nombró director de restauración del patrimonio insular. 
En el año 1981 realizó la imagen del Santo Hermano Pedro de Betancur (primer santo canario) de la Iglesia de San Pedro Apóstol de Vilaflor. Con esta imagen y su difusión, Ezequiel de León se convirtió en el iniciador de la iconografía del Santo.
En La Orotava, Ezequiel de León Domínguez también fue conocido por su actividad en la producción de alfombras de flores o arena en el Corpus Christi. 
Ezequiel falleció el 22 de diciembre de 2008 en La Orotava.

## Obras

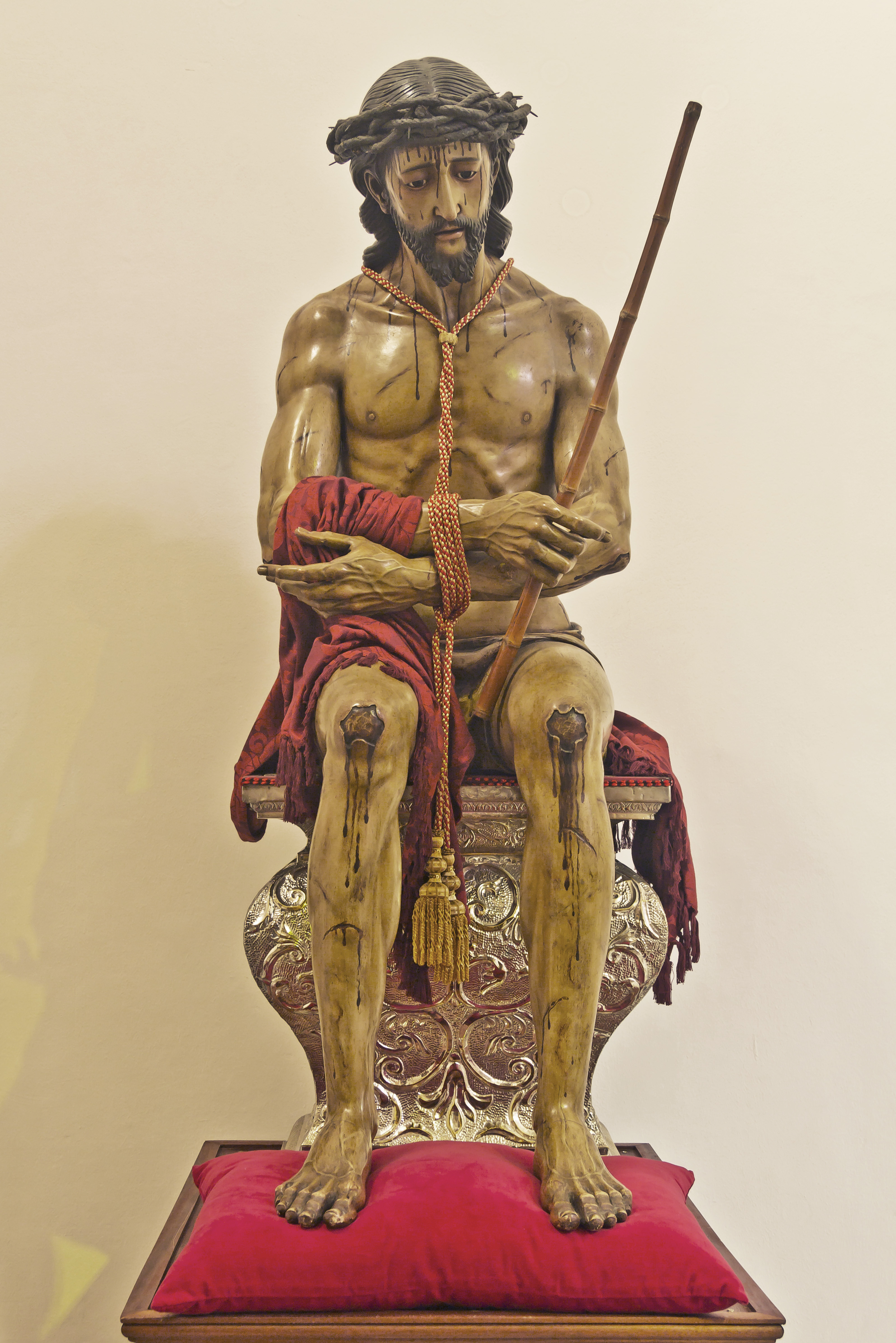
Ecce Homo (El Señor de la Cañita) en la Catedral de La Laguna.

Gran parte del trabajo de Ezequiel de León es de estilo barroco tardío, muchas de las cuales fueron obras creadas para sustituir obras perdidas o irreparables. Creó más de 200 obras de arte religiosas que se encuentran hoy en varios países (Venezuela, Cuba, Argentina, Italia o Estados Unidos, donde se conserva la Virgen de Candelaria de San Antonio de Texas), aunque principalmente en Tenerife:
- Virgen de Candelaria en la Iglesia de Santo Domingo en La Orotava (1953).
- Nuestro Padre Jesús de la Sentencia en la Iglesia del Monasterio de Santa Catalina en La Laguna.
- Ángel en el grupo de figuras de El Señor del Huerto de los Olivos en el Monasterio de Santa Clara en La Laguna.
- Nuestro Padre Jesús Nazareno en la Catedral de La Laguna, en esta escultura solo las manos son de Ezequiel de León.
- Santísimo Cristo de Burgos en la Catedral de La Laguna. La escultura original fue creada alrededor de 1680 por el tallador de madera Lázaro González de Ocampo y pintada por el pintor Cristóbal Hernández de Quintana. Esta obra fue destruida por el incendio de la Iglesia de San Agustín en 1964.
- Escultura de Ecce Homo (El Señor de la Cañita) en la Catedral de La Laguna. La escultura original del Señor de la Cañita se atribuye a José Rodríguez de la Oliva. Esta obra fue destruida por el incendio de la Iglesia de San Agustín en 1964.
- Las figuras de La Dolorosa, San Juan y La Magdalena de la Iglesia de San Lázaro en La Laguna. Las esculturas originales estaban en un estado en que no podían ser restauradas.
- Reproducción del cuerpo y restauración de la escultura de la Virgen de Candelaria en la Basílica de la Candelaria (1972).
- Cristo de la Redención en Los Realejos.
- La Piedad en la Iglesia de San Marcos en Icod de los Vinos.
- Cristo de la Misericordia, en la Iglesia de Nuestra Señora de los Remedios en Buenavista del Norte (2000).
- Cristo Difunto en la Iglesia de Nuestra Señora de la Concepción en Los Realejos (2002).
- Cristo de la Buena Muerte en la capilla del Cementerio de La Orotava.
- Cristo Resucitado en la Iglesia de Santo Domingo en La Orotava.

## Honores
- En 2007 fue galardonado por el Cabildo Insular de Tenerife con el título de Hijo Ilustre de Tenerife.[5]
- Villero de honor de La Orotava.
- Miembro de Honor de la Hermandad de la Vera Cruz de Sevilla.